# Jaap Maarleveld

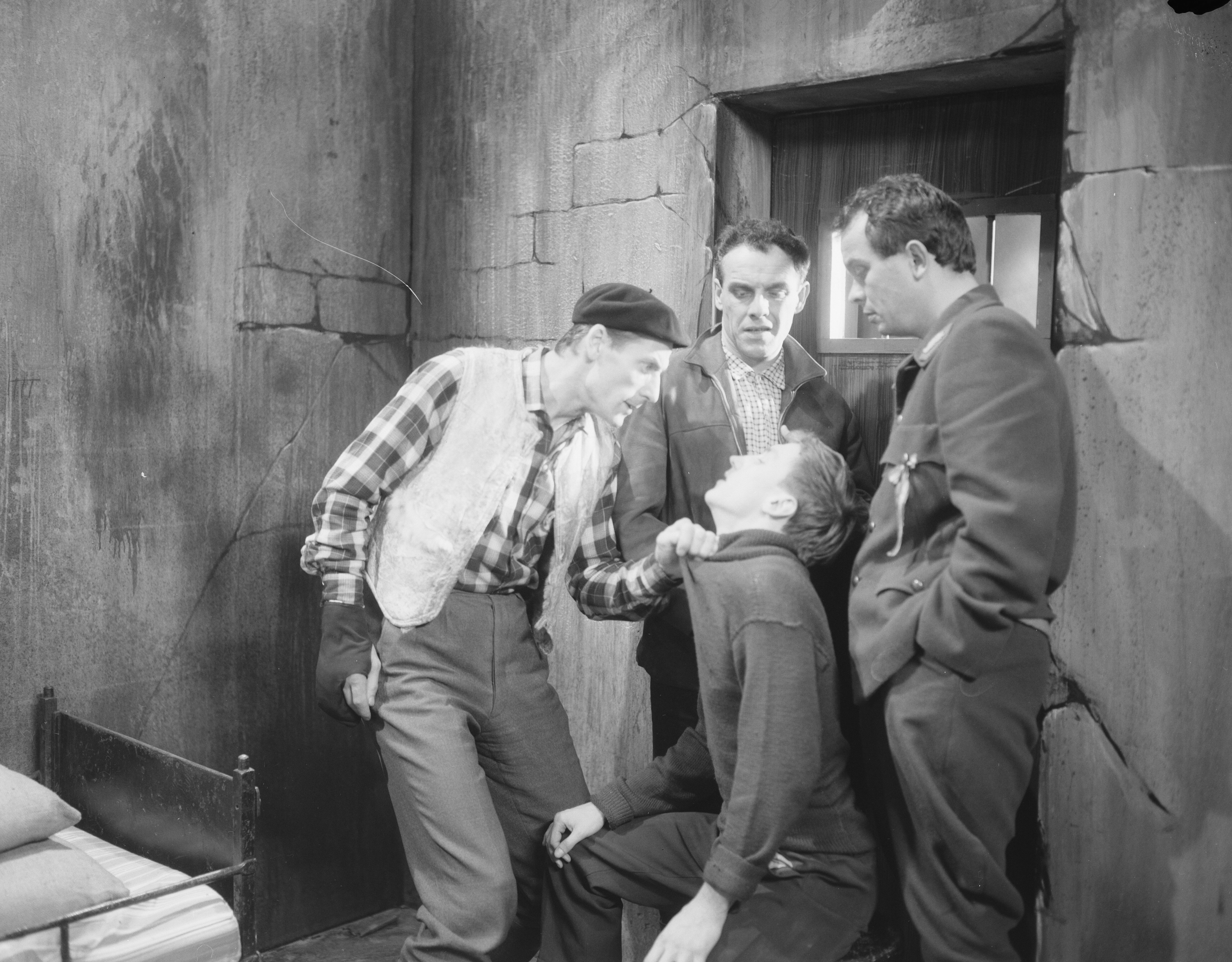
Jaap Maarleveld (midden boven) in televisiespel De donkere kant van de aarde, 1960.

Jakob Johan (Jaap) Maarleveld (Vlaardingen, 11 maart 1924 – Amsterdam, 28 september 2021) was een Nederlands acteur, bekend van onder meer zijn hoofdrol in de kinderserie Okkie Trooy uit de jaren zestig van de twintigste eeuw. Ook verleende hij zijn stem aan verschillende hoorspelen. Hij was gehuwd met de actrice Manon Alving.

## Biografie
Zijn carrière begon in 1962 met een rol in De avonturen van Okkie Trooy, een Nederlandse kinderserie van de AVRO, waarin hij de uitvinder Okkie Trooy speelde. Louis Bongers was hierin te zien als zijn assistent Nono. Daarna had hij een kleine rol als Karel van Gelre in Het gestolen kasteel, de eerste aflevering van de populaire televisieserie Floris.
Ook was hij te horen in verschillende hoorspelen. Zo vertaalde en bewerkte hij het hoorspel Der Tod des Junggesellen (1908) van Arthur Schnitzler tot Dood van een vrijgezel waarin hij de vrijgezel speelde.
Begin jaren zeventig was hij artistiek leider van de in Drachten gevestigde Toneelgroep Noorder Compagnie.
Tot de jaren negentig bleef het rustig, totdat hij rollen kreeg aangeboden in onder andere De bunker (1992) en Kruimeltje (1999). Verder had hij enkele gastrollen in de televisieserie Baantjer. Sindsdien was hij - vooral vanwege zijn hoge leeftijd - hoofdzakelijk te zien in gast- of kleinere rollen.
Maarleveld overleed op 97-jarige leeftijd.

## Filmografie
- 1962 - Okkie Trooy - Okkie Trooy
- 1962 - De proemel (Kinderserie) - de Proemel (een zeemeerman)
- 1965-1967 - Landelijke Intocht Sinterklaas - Hoofdpiet
- 1968 - Floris - Karel van Gelre (Afl. 1 Het gestolen kasteel)
- 1986 - Dossier Verhulst - Boer Klaassen ( Afl. 4 De kostschool)
- 1992 - De bunker - Van der Stam
- 1993 - Het oude noorden - Dokter Klein
- 1994/1996 - Toen was geluk heel gewoon - Simon de Wit/Pa van Vliet
- 1997 - Het Zonnetje in Huis - Meneer Huydecooper (Gastrol)
- 1998 - Baantjer: De Cock en de moord in de politiek - Berend Zoomers
- 1998 - De trip van Teetje - Havenmeester
- 1999 - Kruimeltje - Oude buurman
- 2002 - Baantjer: De Cock en de moordfilm deel 1 en 2 - Max de Vries
- 2003 - Sloophamer - Jaap van den Berg
- 2007 - Spoorloos verdwenen: De verdwenen stiefmoeder - Samuel Cohen
- 2009 - De co-assistent: Meneer Poelstra (Afl. Een oude vriendin)
- 2010 - SpangaS - Meneer van Dam
- 2012 - Van God Los - De Heer van Klaveren (Afl. 3 Bitch Fight)
- 2013 - One Night Stand (serie) - De veilingmeester (Afl. Verzet)
- 2013 - Nooit te oud - Anton Brouwer
- 2016 - Brasserie Valentijn - Meneer Hendriks
- 2016 - Familie Kruys - Frits
- 2017 - B.A.B.S. - Meneer de Wit
- 2019 - De regels van Floor - eng mannetje
- 2019 - Random Shit - buurman

## Hoorspelen
- 1985 - Dood van een vrijgezel - Vrijgezel
- 1985 - Het tuinfeest - Pope
- 1986 - De moord op de antiquair - Antiquair
- 2004 - Elfstedentocht (hoorspel) - Scheerstra[2]